# Kuwajsina
Kuwajsina (arab. قويسنا, Quwaysinā) − miasto w północno-wschodniej części muhafazy Al-Minufijja, w północnej części Egiptu, na północ od Kairu.